# Baku Baku Animal
Baku Baku Animal (ばくばくアニマル?, Baku Baku Animaru) (o Baku Baku) è un videogioco arcade pubblicato nel 1995 da SEGA. Il titolo è stato convertito per Sega Saturn, Game Gear, Sega Master System, Microsoft Windows e telefoni cellulari.